# Сулимов, Павел Фёдорович
Павел Фёдорович Сулимов (25 декабря 1910, Шиловка, Пермская губерния — 2 февраля 1991, Харьков) — старшина Рабоче-крестьянской Красной Армии, участник Великой Отечественной войны, Герой Советского Союза (1944).

## Биография
Родился 25 декабря 1910 года в селе Шиловка (ныне — Горноуральский городской округ Свердловской области). После окончания десяти классов школы и курсов товароведов работал в торговле в Нижнем Тагиле. В декабре 1941 года Сулимов был призван на службу в Рабоче-крестьянскую Красную Армию и направлен на фронт Великой Отечественной войны.
К ноябрю 1943 года старшина Павел Сулимов командовал орудием 520-го стрелкового полка 167-й стрелковой дивизии 38-й армии 1-го Украинского фронта. Отличился во время освобождения Киева. 3-6 ноября 1943 года расчёт Сулимова участвовал в боях на улицах Киева, нанеся противнику большие потери в боевой технике и живой силе.
Указом Президиума Верховного Совета СССР «О присвоении звания Героя Советского Союза генералам, офицерскому, сержантскому и рядовому составу Красной Армии» от 10 января 1944 года за «образцовое выполнение боевых заданий командования на фронте борьбы с немецко-фашистскими захватчиками и проявленные при этом отвагу и геройство» был удостоен высокого звания Героя Советского Союза с вручением ордена Ленина и медали «Золотая Звезда».
После окончания войны Сулимов был демобилизован. Проживал и работал сначала в Нижнем Тагиле, затем в Харькове.
Был также награждён орденами Красного Знамени и Отечественной войны 1-й степени, рядом медалей.
Скончался в Харькове 2 февраля 1991 года, похоронен на кладбище №15 в Харькове.